# 安田原町
安田原町（やすだはらまち）は、秋田県横手市の町丁。郵便番号は013-0048。人口は400人、世帯数は178世帯（2020年10月1日現在）。丁目の設定のない単独町名で、全域で住居表示を実施している。

## 地理
横手地域の南東部に位置し、北で横山町、東で松原町、西で駅南、南で安田と隣接する。ほとんどが住宅地であり、国道107号と国道13号（重複区間）が町域の南側を掠める。
全域が都市計画区域に含まれるが、区域区分非設定区域となっている。都市計画法上の用途地域では都市計画道路横手中央線沿いが第二種住居地域に、それ以外は第一種住居地域に指定されている。安田地区土地区画整理事業の事業区域に含まれている。

## 世帯数と人口
2020年（令和2年）10月1日現在の世帯数と人口は以下の通りである。
| 町丁     | 世帯数  | 人口  |
| -------- | ------- | ----- |
| 安田原町 | 178世帯 | 400人 |

### 人口・世帯数の推移
以下は国勢調査による2000年（平成12年）以降の人口の推移。
| 年                 | 人口 |
| ------------------ | ---- |
| 2000年（平成12年） | 265  |
| 2005年（平成17年） | 283  |
| 2010年（平成22年） | 389  |
| 2015年（平成27年） | 405  |
| 2020年（令和2年）  | 400  |

以下は国勢調査による2000年（平成12年）以降の世帯数の推移。
| 年                 | 世帯数 |
| ------------------ | ------ |
| 2000年（平成12年） | 86     |
| 2005年（平成17年） | 87     |
| 2010年（平成22年） | 158    |
| 2015年（平成27年） | 177    |
| 2020年（令和2年）  | 178    |

## 小・中学校の学区
市立小・中学校に通う場合、学区（校区）は以下の通りとなる。
| 番地 | 小学校               | 中学校               |
| ---- | -------------------- | -------------------- |
| 全域 | 横手市立横手南小学校 | 横手市立横手南中学校 |

## 交通

### 鉄道
町内に駅はない。最寄り駅は■奥羽本線、■北上線の横手駅。

### 道路
- 国道13号
- 国道107号
- 秋田県道272号御所野安田線